# Runcinia ghorpadei
Runcinia ghorpadei là một loài nhện trong họ Thomisidae.
Loài này thuộc chi Runcinia. Runcinia ghorpadei được Benoy Krishna Tikader miêu tả năm 1980.